# ODYSSEY (平原綾香のアルバム)
『ODYSSEY』（オデッセイ）は、2004年2月18日にドリーミュージックよりリリースされた平原綾香の1枚目のアルバム。

## 解説
- シングル『Jupiter』が前年12月17日に発売されたばかりであり、ほとんどの楽曲が本アルバムのために制作されたものである。2枚目のシングル『明日』も同日リリースされた。
- 2005年、第19回日本ゴールドディスク大賞 ロック＆ポップ・アルバム・オブ・ザ・イヤーを受賞。

## 収録曲
1. 明日
作詞:松井五郎 / 作曲:A.Gagnon / 編曲:小林信吾
後にフジテレビ系ドラマ『優しい時間』の主題歌に使用された。
2. empty space
作詞・作曲:平原綾香 / 編曲:坂本昌之
3. Precious Time
作詞・作曲:平原綾香 / 編曲:小林信吾 / ホーン・アレンジ:金子隆博
4. Re:PEPPER
作詞・作曲:平原綾香 / 編曲:坂本昌之 / ホーン・アレンジ:金子隆博
5. あなたの腕の中で
作詞・作曲:妹尾武 / 編曲:小林信吾
6. Get busy -Instrumental
作・編曲:小林信吾
平原自身がアルトサックスを披露している。
7. 蘇州夜曲
作詞:西條八十 / 作曲:服部良一 / 編曲:小林信吾
往年の歌謡名曲のカバー。シングル『Jupiter』のC/W曲。
8. Any more
作詞・作曲:平原綾香 / 編曲:小林信吾
9. Skool for AH
作詞:平原綾香 / 作・編曲:小林信吾
10. Brand-new Day
作詞・作曲・編曲:カワノミチオ
11. mama
作詞:平原綾香 / 作・編曲:坂本昌之
12. Pure Blue -Instrumental
作・編曲:坂本昌之
13. Jupiter
作詞: 吉元由美 / 作曲:G.Holst / 編曲:坂本昌之

## 演奏
- 小林信吾
  - Keyboards & Programming (#1.3.5.6.8.9)
  - Piano (#7)
- 坂本昌之
  - Keyboards & Programming (#2.4.11.13)
  - Piano (#12)
- カワノミチオ
  - Keyboards & Programming, Chorus (#10)
  - Drums (#2.10)
- 古川望
  - Guitars (#2.3.4.5.8.9.10.11.13)
  - Bouzouki (#10)
- 富倉安生：Bass (#2.10)
- 松原秀樹：Bass (#3.5)
- 種子田健：Bass (#8)
- 川嶋一久：Bass (#13)
- 江口信夫：Drums (#5.8)
- 沼澤尚：Drums (#3)
- 青山純：Drums (#13)
- 比山貴詠史、木戸やすひろ、松下誠：Chorus (#11)
- 朝川朋之：Harp (#1.5)
- Norippe：Cello (#2)
- 弦一徹：Violin (#2)
- 弦一徹ストリングス：Strings (#5.13)
- 池松宏：Contrabass (#1)
- 佐々木史郎、小林太 (BIG HORNS BEE)
  - Flugelhorn (#3)
  - Trumpet (#4)
- 金子隆博
  - Flute (#3)
  - Tenor Sax (#4)
- 河合わかば：Trombone (#4)
- Max：Soprano Sax, Tenor Sax, Bass Clarinet (#2)
- A-ya：Alto Sax (#6)